# Nador nemzetközi repülőtér
A Nador nemzetközi repülőtér (franciául: Aéroport de Nador, arabul: مطار الناظور العروي, berberül: Anafag n Ennaḍor Aɛarwi) (IATA: NDR, ICAO: GMMW) egy nemzetközi repülőtér Marokkóban, al-Arui közelében.

## Kifutók
A repülőtér egy kifutóval rendelkezik, mely kb. 3 000 méter hosszú és 45 méter széles.

## Légitársaságok és úticélok
Megjegyzés: Sz: (szezonális járat)
| Légitársaság            | Célállomások |
| ----------------------- | --- |
| Air Arabia Maroc        | Amszterdam, Barcelona, Brüsszel, Casablanca, Köln–Bonn, Montpellier, Palma de Mallorca, Tanger                                                              |
| Brussels Airlines       | Sz: Brüsszel |
| Eurowings               | Köln–Bonn |
| Royal Air Maroc         | Amszterdam, Brüsszel, Tanger Sz: Casablanca, Düsseldorf, Frankfurt                                                                                          |
| Royal Air Maroc Express | Casablanca |
| Ryanair                 | Barcelona, Beauvais, Bordeaux (2019. október 27-től), Charleroi, Hahn, Marseille, Weeze                                                                     |
| Transavia               | Rotterdam Sz: Amszterdam |
| Transavia France        | Párizs–Orly (2019. április 5-től) |
| TUI fly Belgium         | Alicante (2019. június 7-től), Antwerpen, Charleroi, Eindhoven, Madrid (2019. június 10-től) Sz: Brüsszel (2019. június 14-től), Lille (2019. június 9-től) |
| Vueling                 | Sz: Barcelona |

## Forgalom
Az utasforgalom az elmúlt években az alábbi módon változott:
| Utasok száma | 89 287 | 110 589 | 215 045 | 442 508 | 602 426 | 604 013 | 640 122 | 710 559 | 276 157 | 836 742 |
|              | 2004   | 2006    | 2008    | 2010    | 2012    | 2014    | 2016    | 2018    | 2020    | 2022    |

## Fordítás
- Ez a szócikk részben vagy egészben  a   Nador International repülőtér című angol Wikipédia-szócikk fordításán alapul.  Az eredeti cikk szerkesztőit annak laptörténete sorolja fel. Ez a jelzés csupán a megfogalmazás eredetét és a szerzői jogokat jelzi, nem szolgál a cikkben szereplő információk forrásmegjelöléseként.